# Joe Cole

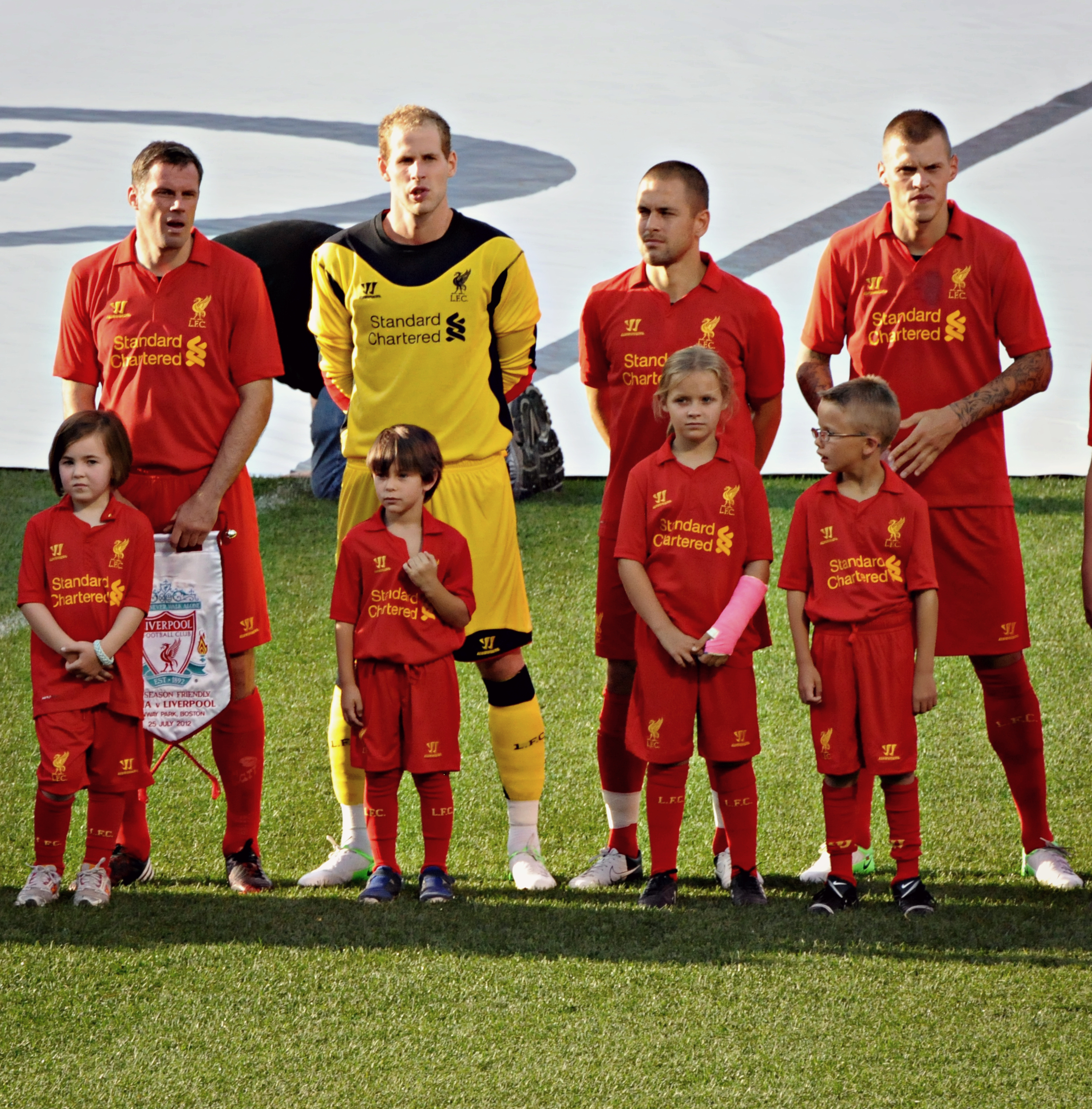
Joe Cole przed meczem z Romą podczas przedsezonowego tournée Liverpoolu po Stanach Zjednoczonych (drugi z prawej).

Joe Cole, właśc. Joseph John Cole (ur. 8 listopada 1981 w Londynie) – angielski piłkarz, który występował na pozycji skrzydłowego.

## Kariera klubowa
Joe Cole rozpoczynał swoją karierę w szkółce piłkarskiej klubu West Ham United. Już 16-letnim Cole’em zainteresował się Manchester United gotowy zapłacić wtedy za niego nawet 10 mln funtów, co pokazywało, jak utalentowanym młodym zawodnikiem był Joe Cole. W młodości często porównywano go do słynnego rodaka Paula Gascoigne’a. W wieku 17 lat, w 1998 roku zadebiutował w pierwszej drużynie West Hamu. Niedługo później został kapitanem tego zespołu. W latach 1998–2003 rozegrał dla tego klubu 150 meczów, zdobywając dla niego 13 bramek. W 2003 roku, po wykupieniu klubu Chelsea przez Romana Abramowicza, Joe Cole został zakupiony do tego zespołu za 6,6 mln funtów. W pierwszym sezonie nie potwierdził jednak swoich strzeleckich umiejętności i w 34 meczach zdobył zaledwie jedną bramkę. Występował również w rozgrywkach Ligi Mistrzów, w których Chelsea dotarła do półfinału. Po przyjściu do klubu José Mourinho sytuacja Cole’a pogorszyła się po krytyce ze strony trenera z powodu zbyt ofensywnej gry piłkarza w meczu z Liverpoolem F.C. Wkrótce jednak, z powodu licznych kontuzji w zespole, Joe Cole znalazł miejsce w podstawowym składzie i stał się jednym z motorów napędowych drużyny, która zdobyła mistrzostwo Anglii oraz Puchar Ligi Angielskiej w 2005 roku. W 28 meczach tego sezonu, Cole zdobył 8 bramek, w tym uznaną za jedną z najpiękniejszych w meczu z Norwich City. W kolejnym sezonie potwierdził swoją pozycję w zespole, współpracując między innymi z Frankiem Lampardem i Arjenem Robbenem. W 34 meczach zdobył dla Chelsea 8 goli, występował w Lidze Mistrzów i przyczynił się do zdobycia kolejnego mistrzostwa Anglii. W czerwcu 2006 roku przedłużył kontrakt z klubem na kolejne 4 lata. 21 maja 2008 roku, brał udział w przegranym po rzutach karnych finale Ligi Mistrzów z Manchesterem United. Piłkarzowi latem 2010 wygasł kontrakt z Chelsea. Joe Cole poinformował wówczas zarząd tego klubu, że ma zamiar wykorzystać instytucję wolnego transferu i rozważa możliwość przejścia do Arsenalu. Oficjalna strona Chelsea, 9 czerwca 2010 roku potwierdziła, że Joe Cole wraz z wygaśnięciem kontraktu opuści klub Romana Abramowicza. Tym samym 1 lipca 2010 roku, stał się wolnym zawodnikiem. 19 lipca 2010 roku, na zasadzie wolnego transferu przeszedł do Liverpoolu F.C., z którym podpisał czteroletni kontrakt. 31 sierpnia 2011 roku, przeszedł na zasadzie wypożyczenia do Lille OSC. Po okresie rocznego wypożyczenia do francuskiego klubu, powrócił do Liverpoolu F.C.
4 stycznia 2013 powrócił do klubu, w którym się wychował, West Hamu United. Podpisał półtoraroczny kontrakt.
W czerwcu 2014 roku, Joe, przeszedł transfer z West Ham United do Aston Villi.
13 listopada 2018 roku Cole ogłosił zakończenie kariery piłkarskiej.

## Statystyki kariery
Źródło:
| 1998/99            | West Ham           | Premier League     | 8   | 0  | 1  | 0 | 0  | 0 | –  | – | 9   | 0  |
| 1999/00            | West Ham           | Premier League     | 22  | 1  | 1  | 0 | 4  | 1 | 5  | 0 | 32  | 2  |
| 2000/01            | West Ham           | Premier League     | 30  | 5  | 4  | 0 | 2  | 0 | –  | – | 36  | 5  |
| 2001/02            | West Ham           | Premier League     | 30  | 0  | 3  | 1 | 0  | 0 | –  | – | 33  | 1  |
| 2002/03            | West Ham           | Premier League     | 36  | 4  | 2  | 1 | 2  | 0 | –  | – | 40  | 5  |
| 2003/04            | Chelsea            | Premier League     | 35  | 1  | 3  | 0 | 3  | 2 | 9  | 0 | 50  | 3  |
| 2004/05            | Chelsea            | Premier League     | 28  | 8  | 3  | 0 | 4  | 0 | 9  | 1 | 44  | 9  |
| 2005/06            | Chelsea            | Premier League     | 34  | 7  | 6  | 2 | 1  | 0 | 6  | 1 | 48  | 10 |
| 2006/07            | Chelsea            | Premier League     | 14  | 0  | 2  | 0 | 2  | 1 | 7  | 1 | 25  | 2  |
| 2007/08            | Chelsea            | Premier League     | 33  | 7  | 3  | 0 | 5  | 1 | 13 | 2 | 55  | 10 |
| 2008/09            | Chelsea            | Premier League     | 14  | 2  | 2  | 0 | 0  | 0 | 4  | 1 | 20  | 3  |
| 2009/10            | Chelsea            | Premier League     | 26  | 2  | 5  | 0 | 3  | 0 | 5  | 0 | 39  | 2  |
| 2010/11            | Liverpool          | Premier League     | 20  | 2  | 0  | 0 | 0  | 0 | 12 | 1 | 32  | 3  |
| 2012/13            | Liverpool          | Premier League     | 6   | 1  | 0  | 0 | 1  | 0 | 3  | 1 | 10  | 2  |
| 2011/12            | Lille OSC (wyp.)   | Ligue 1            | 32  | 4  | 3  | 3 | 2  | 2 | 6  | 0 | 43  | 9  |
| 2012/13            | West Ham           | Premier League     | 11  | 2  | 1  | 0 | –  | – | –  | – | 12  | 2  |
| 2013/14            | West Ham           | Premier League     | 20  | 3  | 0  | 0 | 5  | 0 | 0  | 0 | 25  | 3  |
| 2014/15            | Aston Villa        | Premier League     | 12  | 1  | 2  | 0 | 1  | 0 | 0  | 0 | 15  | 1  |
| 2015/16            | Aston Villa        | Premier League     | 0   | 0  | 0  | 0 | 1  | 0 | 0  | 0 | 1   | 0  |
| 2015/16            | Coventry City      | League One         | 22  | 2  | 0  | 0 | 0  | 0 | 0  | 0 | 22  | 2  |
| 2016               | Tampa Bay Rowdies  | NASL               | 24  | 9  | 2  | 0 | –  | – | –  | – | 26  | 9  |
| 2017               | Tampa Bay Rowdies  | NASL               | 28  | 7  | 1  | 0 | –  | – | –  | – | 29  | 7  |
| 2018               | Tampa Bay Rowdies  | USL                | 30  | 4  | 1  | 0 | –  | – | –  | – | 31  | 4  |
| Łącznie w karierze | Łącznie w karierze | Łącznie w karierze | 514 | 72 | 45 | 7 | 38 | 7 | 81 | 8 | 678 | 94 |

## Kariera reprezentacyjna
W reprezentacji Anglii Joe Cole zadebiutował w 2001 roku. Występował w drużynie Svena-Görana Erikssona regularnie, jednak nie w pierwszym składzie. W 2004 roku znalazł się w składzie drużyny na Mistrzostwa Europy, jednak na nich nie zagrał. Reprezentacja Anglii zakończyła udział w turnieju na ćwierćfinale.
Dopiero od 2005 roku Joe Cole stał się podstawowym graczem drużyny narodowej, z którą wywalczył awans do Mundialu 2006. Na turnieju w Niemczech wystąpił we wszystkich pięciu meczach Anglii w podstawowym składzie. Strzelił w nich jednego gola, w trzecim meczu grupowym ze Szwecją. Jego uderzenie z woleja z około 27 metrów zostało uznane za jeden z najlepszych goli turnieju. Reprezentacja Anglii zakończyła udział w niemieckim Mundialu na ćwierćfinale. W 2007 roku wraz z reprezentacją Anglii niespodziewanie nie zakwalifikował się do Mistrzostw Europy 2008, przegrywając rywalizację w grupie E z Chorwacją i Rosją. Joe Cole pozostał jednak podstawowym graczem drużyny narodowej aż do marca 2008.
Później wystąpił już tylko w siedmiu meczach reprezentacji, sześciokrotnie wchodząc z ławki. Od początku po raz ostatni zagrał w meczu eliminacji Mundialu w RPA z Chorwacją, 10 września 2008. W innym meczu tychże eliminacji ustrzelił jedyny swój dublet w karierze reprezentacyjnej – 6 września 2008 zapewnił zwycięstwo 2-0 z Andorą w meczu rozgrywanym na Stadionie Olimpijskim w Barcelonie.
Ostatnie dwa mecze dla Anglii Joe Cole rozegrał na Mistrzostwach Świata w RPA, gdzie wszedł z ławki w trzecim meczu grupowym ze Słowenią wygranym 1-0 oraz w słynnym przegranym 1-4 w kontrowersyjnych okolicznościach meczu 1/8 finału z Niemcami, który walnie przyczynił się do wprowadzenia technologii goal-line w piłce nożnej.